# Artonis (rodzaj)
Artonis – rodzaj pająków z rodziny krzyżakowatych. Został opisany w 1895 roku przez francuskiego przyrodnika Eugene'a Simona w pracy Histoire naturelle des araignées. 
Do rodzaju tego należą dwa opisane gatunki:
- Artonis bituberculata (Thorell, 1895) – występuje w Mjanmie
- Artonis gallana (Pavesi, 1895) – występuje w Etiopii